# Mozaicul din Lod

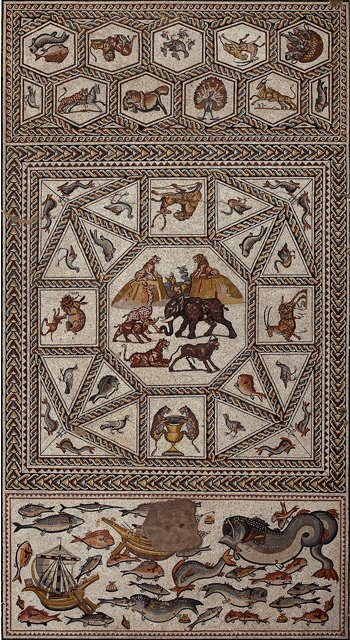
Mozaicul roman din Lod, secolul al III-lea -al IV-lea e.n.

Mozaicul din Lod (în ebraică פסיפס לוד Pseifás Lod) este un mozaic descoperit în anul 1996 în orașul Lod din Israel.
El este considerat unul din mozaicurile cele mai mari, mai conservate și mai frumoase din Israel. A fost reacoperit cu un strat de nisip vreme de 13 ani (1996-2009) din lipsă de buget. În urma unei donații (din partea Fundației Leon Levy și a lui Shelby White) Autoritatea antichităților a Israelului și primăria Lod au trecut la lucrări de conservare a mozaicului, care a fost prezentat în expoziții și muzee în lume și urmează a fi expus într-un muzeu-centru de vizitatori la Lod. 
Mozaicul din Lod a fost descoperit cu ocazia unor lucrări de construcții vizând introducerea unei conducte de apă și lărgirea străzii Hehalutz din Lod, la intrarea în oraș, lângă joncțiunea Ginaton. Arheoloaga Myriam Avissar de la Serviciul de Antichități al Israelului a fost chemată la fața locului, după ce un inspector al Serviciului a văzut un fragment din mozaic înfățișând coada unui leopard ieșind la lumină în fața unui buldozer în activitate. 
Mozaicul, care a aparținut unei vile romane, de la sfârșitul secolului al III-lea sau începutul secolului al IV-lea e.n. se afla pe podeaua salonului vilei și are o suprafață de 180 metri pătrați. Datarea lui s-a făcut și cu ajutorul monedelor antice găsite cu acest prilej, cele mai recente dintre ele fiind din timpul domniei împăratului Dioclețian (284-305). 
Mozaicul este compus din covoare colorate cu imagini amănunțite de mamifere, păsări, pești, plante și corăbii de epocă. 
Nu conține inscripții, și de aceea se apreciază ca făcea parte nu dintr-un edificiu public, ci dintr-o vilă particulară, poate a unui armator sau comerciant. Mozaicul s-a conservat  neobișnuit de bine, excepție făcând o avariere a imaginii uneia din cele două corăbii, în cursul săpării unui veceu turcesc în epoca otomană. În ciuda daunei, imaginile dau informații prețioase pentru cei interesați în istoria maritimă. Este vorba de corăbii de tipul navis oneraria, nave comerciale de 80-150 tone, care erau utilizate pentru transportul unor mărfuri ca garum și grăunțe din Egipt la Roma.
Arheologii Eli Haddad și Myriam Avissar sugerează ca absența de figuri umane sau de zei, (de pildă, absența unui personaj ca Ofelius sau a zeului Bacchus în medalionul central) rară în mozaicurile romane, ar putea indica achiziționarea acestuia de către un proprietar evreu sau creștin. După opinia lui M.Avissar lucrarea  pare în stil sicilian. De asemenea, ei sugerează că, fiind foarte scump, mozaicul a fost comandat, poate, ca un fel de ex-voto, ofrandă pentru împlinirea unei dorințe sau după salvarea dintr-un mare pericol, poate un naufragiu.     
În iulie 2009 mozaicul a fost redezvelit și prezentat publicului vreme de trei zile. Apoi el a fost transferat la Ierusalim în vederea conservării, iar o parte din el a fost expus în scopul strângerii de fonduri, în mai multe muzee din lume - Metropolitan Museum of Art din New York, Muzeul Legiunii de Onoare din San Francisco, Museul Field din Chicago, Muzeul de artă Columbus, Muzeul de arheologie și antropologie al Universității Pennsylvania, la Luvru (2013), la Berlinîn Marea Britanie, la Muzeul Ermitaj din Petersburg, la Veneția (2015) etc.